# أشرف الوسائل إلى فهم الشمائل
أشرف الوسائل إلى فهم الشمائل للإمام أحمد بن حجر الهيتمي المكي (ت 974هـ) كتاب في علم الشمائل المحمدية، وهو شرح لكتاب الشمائل المحمدية للإمام أبي عيسى محمد الترمذي.

## سبب تأليف الكتاب
يقول ابن حجر الهيتمي في مقدمة الكتاب: